# Estońska Komuna Ludu Pracującego

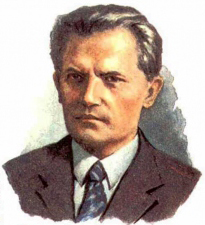
Jaan Anvelt, przewodniczący rady komisarzy Estońskiej Komuny Ludu Pracującego

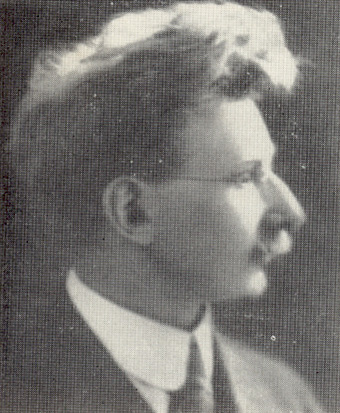
Hans Pöögelmann, komisarz rolnictwa Estońskiej Komuny Ludu Pracującego

Estońska Komuna Ludu Pracującego (est. Eesti Töörahwa Kommuuna) – republika radziecka proklamowana 29 listopada 1918 r. w Narwie, faktycznie działająca do lutego 1919 r., a formalnie rozwiązana w czerwcu tego roku.

## Historia

Sztandar Komuny

### Sytuacja polityczna w Estonii po rewolucji lutowej
Po rewolucji lutowej, 30 marca 1917 r., Estonia (gubernia estońska z wyłączeniem Narwy, a ponadto powiaty Parnawa, Fellin, Ozylia, Weroo i Dorpat z guberni inflanckiej) uzyskała autonomię w ramach państwa rosyjskiego. W wielu miejscowościach obok organów nowej administracji powstawały rady robotnicze i żołnierskie, w autonomicznej Estonii działały partie estońskie różnych odcieni i lokalne struktury organizacji ogólnorosyjskich. Partia bolszewicka w ciągu kilku miesięcy po rewolucji lutowej okazała się najsilniejszą formacją na lewicy. W marcu 1917 r. liczyła 150 członków, w sierpniu było ich już 7 tys., jesienią – 20 tys., a rady delegatów robotniczych i żołnierskich w większych miastach znalazły się pod jej kontrolą. W wyborach do rosyjskiej Konstytuanty w październiku 1917 r. uzyskali 40% głosów, wyprzedzając największe partie estońskie (Blok Demokratyczny z 29% oraz Estońską Partię Pracy z 21%). 23 października 1917 r. bolszewicki Komitet Wojskowo-Rewolucyjny kierowany przez Iwana Rabczinskiego i Viktora Kingisseppa przejął kontrolę nad stolicą Estonii. W kolejnych dniach to samo nastąpiło w Narwie i Dorpacie (Tartu).
W lutym 1918 r., po zerwaniu przez Rosję radziecką rokowań pokojowych z Niemcami w Brześciu, Niemcy rozpoczęły ofensywę na zachodnie ziemie dawnego Imperium Rosyjskiego, zajmując m.in. terytorium Estonii. Po wycofaniu się oddziałów bolszewickich, a jeszcze przed wkroczeniem sił niemieckich estońscy działacze niepodległościowi proklamowali niepodległość Estonii. 24 lutego deklarację taką wygłoszono w Tallinnie: pierwszym premierem Tymczasowego Rządu Republiki Estońskiej został Konstantin Päts. Dzień później do miasta wkroczyli Niemcy, którzy natychmiast wdrożyli politykę represji wobec zwolenników niepodległości Estonii i wobec estońskich komunistów. Niemiecka okupacja Estonii trwała do listopada 1918 r., gdy za sprawą rozszerzenia się nastrojów rewolucyjnych na same Niemcy wojska stacjonujące w Rewlu zgodziły się ponownie oddać władzę estońskiemu Rządowi Tymczasowemu.

### Wojna estońsko-radziecka i utworzenie Estońskiej Komuny Ludu Pracującego
Bolszewicy zachowali w okupowanej przez Niemców Estonii podziemne struktury, a gdy władzę odzyskał Rząd Tymczasowy, mogli kontynuować działalność legalnie. Nadal mieli większość we władzach miejskich Tallinna. Dążąc do rozszerzenia rewolucji, Rada Komisarzy Ludowych zdecydowała w listopadzie 1918 r., gdy Niemcy zaczęli wycofywać się z Estonii, o wkroczeniu Armii Czerwonej na jej obszar. W tym samym czasie rząd Rosji radzieckiej zdecydował o rozpoczęciu ofensywy na ziemiach łotewskich.
29 listopada 1918 r. Armia Czerwona wkroczyła do Narwy, z której wycofały się znacznie słabsze siły tworzącej się dopiero armii estońskiej, unikając okrążenia. Tego samego dnia na schodach ratusza w Narwie (według innego źródła – w kościele Aleksandra w Narwie) ogłoszono powstanie Estońskiej Komuny Ludu Pracującego – oficjalnie niepodległego państwa robotników estońskich, faktycznie zaś uzależnionej od Rosji radzieckiej republiki. Na czele Komuny stanął Jaan Anvelt.

### Funkcjonowanie Estońskiej Komuny Ludu Pracującego i jej upadek
Władze Komuny przeprowadziły natychmiastową nacjonalizację banków, zakładów przemysłowych i handlu. Skonfiskowane majątki posiadaczy ziemskich miały zostać przekształcone w gospodarstwa kolektywne. Zamykane były kościoły i cerkwie – w Tartu odprawianie nabożeństw zostało całkowicie zabronione. Wobec przeciwników politycznych prowadzone były represje, w ramach których ponad 500 osób zostało straconych, a kilka tysięcy zesłanych.
Sukcesy Armii Czerwonej w walce ze słabą nadal armią estońską sprawiły, że na początku stycznia 1919 r. rząd estońskich bolszewików rozciągał się na większą część kraju. Bolszewikom nie udało się jednak ponownie opanować Tallinna, a od początku 1919 r. armia estońska stale rosła. Rząd estoński zyskał poparcie ludności chłopskiej dzięki dokonaniu parcelacji ziem baronów niemieckich między estońskich chłopów, otrzymał ponadto z Wielkiej Brytanii dostawy nowoczesnej broni, a obok Estończyków do armii dowodzonej przez gen. Johana Laidonera dołączali ochotnicy fińscy, duńscy, szwedzcy i miejscowi Niemcy. Równocześnie rząd Rosji radzieckiej skupiał się na obronie Piotrogrodu, błędnie przekonany, że zwycięstwo bolszewików w Estonii jest już przesądzone.
Kontrofensywa estońska zmusiła bolszewików do opuszczenia Tartu 14 stycznia 1919 r., zaś 19 stycznia 1919 r. rada pod przywództwem Anvelta musiała wycofać się z Narwy. W ostatnim momencie przed wycofaniem się z Tartu w mieście rozstrzelano uwięzionych duchownych prawosławnych: Nikołaja Bieżanickiego, Mihaila Bleive oraz Platona, pierwszego w historii prawosławnego biskupa narodowości estońskiej.
Rząd Estońskiej Komuny Ludu Pracującego udał się do Pskowa, następnie do Ługi i Starej Russy, formalnie kontynuując prace aż do czerwca 1919 r., gdy został rozwiązany.